# La vittima designata (film)
La vittima designata è un film del 1971, diretto da Maurizio Lucidi e interpretato da Tomas Milian e Pierre Clémenti.

## Trama
Stefano, pubblicitario milanese d'origini venezuelane, è in cattivi rapporti con la moglie Luisa. Un giorno, in gita a Venezia con la sua amante Fabiane, fa la conoscenza d'un misterioso personaggio, il giovane conte Matteo Tiepolo che, poco alla volta, s'insinua nella sua vita. Matteo propone a Stefano un patto dettato "dall'amicizia": lui ucciderà sua moglie, se Stefano gli ucciderà il fratello.
L'uomo non è intenzionato a portare avanti il piano, ma, quando sua moglie muore per davvero, Stefano s'accorge che il conte ha comunque eseguito quello che aveva proposto. Stefano si reca a Venezia dove il conte gli propone di scagionarlo a patto d'uccidere suo fratello, sparandogli dalla Basilica di Santa Maria della Salute con un fucile di precisione che troverà al deposito bagagli d'un garage. Sospettato dalla polizia e incastrato da Matteo, Stefano racconta la verità, ma non viene creduto e alla fine non gli resta che fare la sua parte per sdebitarsi.

## Produzione
Il soggetto del film, che nei titoli di testa viene definito originale, è liberamente ispirato al film del 1951 L'altro uomo di Alfred Hitchcock, distribuito in Italia anche con il titolo Delitto per delitto.
L'attore cubano Tomas Milian recita in questo film utilizzando la sua voce originale, non usufruendo ancora del doppiaggio di Ferruccio Amendola, che lo caratterizzerà invece negli anni successivi nei ruoli del ladruncolo "Er Monnezza" e del poliziotto "Nico Giraldi".

## Colonna sonora
La colonna sonora, composta da Luis Bacalov, è una versione "prototipale" del Concerto grosso per i New Trolls, pubblicato su LP alcuni mesi dopo, il cui adagio ha ancora molti punti di contatto con il tema base di Albinoni non ancora molto variato.
Il brano My shadows in the dark, nel film è cantato da Tomas Milian, mentre nella versione del disco da Vittorio De Scalzi e Nico Di Palo.